# Carbonara di Po
Carbonara di Po é uma comuna italiana da região da Lombardia, província de Mântua, com cerca de 1.332 habitantes. Estende-se por uma área de 15 km², tendo uma densidade populacional de 89 hab/km². Faz fronteira com Bergantino (RO), Borgofranco sul Po, Castelnovo Bariano (RO), Magnacavallo, Sermide.

## Demografia
| Variação demográfica do município entre 1861 e 2011                               |
|                                                                                   |
| Fonte: Istituto Nazionale di Statistica (ISTAT) - Elaboração gráfica da Wikipedia |